# Miconia dorsaliporosa
Miconia dorsaliporosa är en tvåhjärtbladig växtart som beskrevs av Renato Goldenberg och Reginato. Miconia dorsaliporosa ingår i släktet Miconia och familjen Melastomataceae. Inga underarter finns listade i Catalogue of Life.